# Chiesa di San Rocco (Marina di Grosseto)
La chiesa di San Rocco è la chiesa parrocchiale di Marina di Grosseto, frazione del comune di Grosseto.

## Storia
La chiesa fu edificata nel 1923 ed inizialmente dedicata a Santa Maria della Vittoria. Originariamente si presentava in stile neoromanico, con breve gradinata che conduceva al portale d'ingresso che si apriva nella parte centrale della facciata, sul cui architrave trovava appoggio un arco a tutto sesto, sopra il quale erano collocati tre stemmi, l'uno accanto all'altro. L'edificio si presentava a navata unica, con due cuspidi di piccole dimensioni collocate ai lati della parte apicale della facciata; priva di campanile, si caratterizzava per strutture murarie esterne rivestite in laterizio.
La costituzione della parrocchia avvenne tra il 1946 e il 1948, quando fu incaricato l'ingegner Ernesto Ganelli di progettare la nuova e più ampia chiesa, i cui lavori ebbero termine nel 1954, stesso anno della consacrazione. Il nuovo edificio religioso venne costruito modificando radicalmente quelli che erano gli elementi stilistici che caratterizzavano il luogo di culto originario.

## Descrizione
La chiesa si affaccia sull'omonima piazza di Marina di Grosseto, dalla quale vi si può accedere dopo aver salito una gradinata in travertino che conduce al portico, delimitato dal pronao, chiuso da un arco tondo situato quasi alla sommità. Dal portico, è possibile accedere all'interno della chiesa da uno dei tre portali che vi si aprono.
Le strutture murarie esterne si presentano rivestite in laterizio e, sui fianchi laterali, si aprono una serie di monofore che consentono l'illuminazione naturale dell'interno. Sul lato posteriore destro si eleva il campanile a più ordini, con un vistoso orologio collocato sotto l'apertura che delimita la cella campanaria.
L'interno è suddiviso in tre navate, di cui la centrale risulta sia più ampia che elevata rispetto a quelle laterali. Esse sono delimitate da colonne su cui poggiano gli archi a tutto sesto. I mosaici furono realizzati nel 1958 dall'artista Luciano Favret, mentre i più recenti affreschi risalenti agli anni settanta sono di Arnaldo Mazzanti.